# Sebastian Peschko
Sebastian Peschko (Berlin, 1909. október 30. – Celle, 1987. szeptember 29.) német zongorista.

## Élete
Peschko egy orgonista és házitanító fia volt. 1927-től 1933-ig a Berlini Zeneművészeti Főiskolán tanult (Hochschule für Musik Berlin, jelenleg: Universität der Künste), ahol 1930-ban Bechstein-ösztöndíjat kapott. A zongoraszakon Edwin Fischer tanítványa volt.
1933-ban a Berlini Zeneművészeti Főiskola Mendelssohn-díjjal tüntette ki a fiatal Peschkót.  1934 és 1950
között Heinrich Schlusnus baritonnal koncertezett bel-és külföldön. Jelentős énekesnőknek és énekeseknek volt kedvelt zongorakísérője. Zenepartnerei voltak: Theo Altmeyer, Erna Berger, Walter Berry, Rudolf Bockelmann, Grace Bumbry, Franz Crass, Lisa della Casa, Karl Erb, Nicolai Gedda, Agnes Giebel, Ernst Haefliger, Ilse Hollweg, Werner Hollweg, Heinz Hoppe, Christa Ludwig, Maria Müller, Hermann Prey, Ruth-Margret Pütz, Walther Pützstück, Erna Sack, Hanna Schwarz, Franz Völker, Bernd Weikl és Marcel Wittrisch. Kamarazenében Georg Kulenkampff hegedűművésszel, Enrico Mainardi és Hans Adomeit csellistákkal dolgozott együtt.
1953 és 1958 között a Brémai Rádiónál tevékenykedett. Itt először dalokkal, kórusokkal és egyházi zenével foglalkozott. 1958-ban Rolf Liebermann helyezte el Peschkót a Hannoveri NDR (Norddeutscher Rundfunk) rádió osztályára, ahol az újonnan létrehozott dalszerkesztőségi posztot vette át. Ott 1976-ig mint zenei szerkesztő, zeneszerző és zongorista működött, és egész Németországban páratlan dal archívumot hozott létre.
Ő indította a „Dal mestere” (Meister des Liedes) nevű sorozatot, amelynek keretében számos neves dalénekes lépett fel. Ebbe az időszakba esik a „Cantiamo-ensembles” indulása. Itt négy fiatal előadóval dolgozott: Elke Georg (alt), Gerda Kosbahn (szoprán), Heinz Meyen (tenor) és Wolfgang Poser (bariton).
1971/1972-ben a Salzburgi Nemzetközi Nyári Játékok (Internationale Salzburger Sommerspiele) keretében a salzburgi Mozarteumban  dalelőadói kurzust vezetett.
Peschko megzenésítette Christian Morgenstern négy költeményét, amiket Helen Donath énekesnő és a zongorista Klaus Donath bel- és külföldi fellépésein is bemutatott. Döntő hatással volt a világhírű Thomas Quasthoff bariton zenei fejlődésére, még annak fiatal korában.
1974-ben –  művészi munkásságáért – az NSZK Érdemrend Érdemkeresztjével tüntették ki (Verdienstkreuz am Bande des Verdienstordens der Bundesrepublik Deutschland).
Peschko felesége, Ali Erika Berge (1913–1995) szakszerűen támogatta férjét a szerkesztői munkákban. Elsőrangú vendéglátója volt a Peschko-házban forduló művészeknek, akik szívesen töltötték idejüket a Peschko család asztalánál.
Peschko öt gyermek apja: Franziska, Johanna, Julia, Peter-Paul, Peter L.H. adoptált fiú. Susanne Linke koreográfus és táncosnő Peschko unokahúga.

## Diszkográfia
- 1975: Heinrich Schlusnus  Franz Schubert-dalokat énekel , Sebastian Peschko, zongora (TELDEC)
- 1977: Heinrich Schlusnus  Robert Schumann-dalokat  énekel, Sebastian Peschko,

zongora(Dt. Gramophon)
- 1994: Lisa della Casa  Richard Strauss-dalokat énekel, Sebastian Peschko, zongora (Sbt)
- 1999: Heinrich Schlusnus dalokat énekel, Sebastian Peschko, zongora (Preiser)
- 2002: Erna Berger dalokat énekel, Sebastian Peschko, zongora (Orfeo d'Or)
- 2002: Lisa della Casa, dalok és áriák, Sebastian Peschko, zongora (EMI-Electrola)
- 2004: Grace Bumbry, korai felvételek, Sebastian Peschko, zongora (Deutsche Gramophon)

## Weblinkek
- Edward de Decker (basszus) énekel, Sebastian Peschko, zongora – 1942, Berlin, „De Schelde“, Peter Benoit
- Heinrich Schlusnus (bariton) Richard Strauss- és Hugo Wolf-dalokat énekel a lerombolt Berlinben 1944/45-ben, Sebastian Peschko, zongora
- Heinrich Schlusnus énekel,  Sebastian Peschko, zongora, 1944/45, „Der Soldat“, Robert Schumann
- Heinrich Schlusnus énekel: „Alinde”, Franz Schubert, Sebastian Peschko, zongora,

1942 
- Heinrich Schlusnus (bariton) énekel, Sebastian Peschko, zongora: „Ständchen", Franz Schubert (film), 1951